# Доломьё
Доломьё (фр. Dolomieu) — коммуна во Франции, находится в регионе Рона — Альпы. Департамент коммуны — Изер. Входит в состав кантона Ла-Тур-дю-Пен. Округ коммуны — Ла-Тур-дю-Пен.
Код INSEE коммуны — 38148. Население коммуны на 1999 год составляло 2369 человек. Населённый пункт находится на высоте от  до  метров над уровнем моря. Муниципалитет расположен на расстоянии около 440 км юго-восточнее Парижа, 55 км восточнее Лиона, 55 км севернее Гренобля. Мэр коммуны — Patrick Bourdaret, мандат действует на протяжении 2001—2008 гг.
Динамика населения (INSEE):

## Города-побратимы
- Агордо, Италия (2005)